# Eleições gerais no Quebec em 2007
As Eleições Gerais de 2007 no Quebec realizaram-se no dia 26 de Março de 2007 para eleger os 125 membros da Assembleia Nacional do Quebec.
O federalista "Partido Liberal do Quebec" (PLQ) ganhou as eleições realizadas na província, mas teve um apoio bem menor que na votação anterior e ficou com apenas sete deputados a mais que o segundo maior partido, o conservador Acção Democrática do Quebec (ADQ).
O grande vencedor da noite foi a Acção Democrática do Quebec (ADQ), liderado por Mario Dumont. O partido passou de cinco deputados para cerca de 41, com mais de 31% dos votos.
O segundo partido mais votado nas eleições anteriores, o independentista Partido Quebequense, de Andre Boisclair, terminou em terceiro lugar, com 28% dos votos e 36 deputados, nove a menos que antes.

## Resultados
| Partido                              | Líder           | Candidatos | Assentos | Variação | Votos     | %      | Variação (em %) |
| ------------------------------------ | --------------- | ---------- | -------- | -------- | --------- | ------ | --------------- |
| Partido Liberal do Quebec            | Jean Charest    | 125        | 48       | - 28     | 1.313.780 | 33,08% | - 12,91%        |
| Acção Democrática do Quebec          | Mario Dumont    | 125        | 41       | + 37     | 1.223.477 | 30.80% | + 12,63%        |
| Partido Quebequense                  | André Boisclair | 125        | 36       | - 9      | 1.125.078 | 28,33% | - 4,91%         |
| Partido Verde do Quebec              | Scott McKay     | 108        | 0        | -        | 154.367   | 3,89%  | + 3,45%         |
| Quebec solidário                     | Régent Séguin   | 123        | 0        | -        | 145.051   | 3.65%  |                 |
| Partido Marxista-Leninista do Quebec |                 |            |          | 0        | 0         | 0      | - 5             |
| Partido Marxista-Leninista do Quebec | Pierre Chénier  | 24         | 0        | -        | 2.095     | 0,05%  | - 0,02%         |
| Bloco Pote                           | Hugô St-Onge    | 9          | 0        | 0-       | 1.756     | 0,04%  | - 0,56%         |
| Partido Democrata Cristão do Quebec  | Gilles Noël     | 12         | 0        | -        | 1.635     | 0,04   | - 0,05%         |
| Independentes e não filiados         |                 | 28         | 0        | -        | 4.755     | 0,12%  | - 0,10%         |
| Total                                |                 | 679        | 125      |          | 3.971.994 | 100,0% |                 |